# Otmar Mácha
Otmar Mácha (2. října 1922 Mariánské Hory – 14. prosince 2006 Pardubice) byl hudební dramaturg, skladatel a režisér.

## Život
Narodil se v rodině horníka a kamnáře. Po maturitě na ostravském gymnáziu byl přijat na pražskou konzervatoř, kde studoval kompozici u M. Hradila a v mistrovské škole u Jaroslava Řídkého (1945–1948). Od roku 1945 do roku 1962 pracoval v Československém rozhlase nejprve jako hudební režisér, později jako ústřední dramaturg hudebních pořadů. Od roku 1962 se zcela věnoval skladbě.
Ve své hudební tvorbě se zaměřoval na symfonické básně, opery, televizní baletní pohádky, písně i komorní skladby. Byl členem prestižní skladatelské skupiny Quattro spolu s Lubošem Fišerem, Zdeňkem Lukášem a Sylvií Bodorovou. Za jeho nejvýznamnější dílo je považováno oratorium Odkaz J. A. Komenského pro soprán, orchestr a varhany, které mělo premiéru v roce 1957. Velmi oblíbené a často uváděné jsou jeho písně a dětské sbory.
Nebyl příznivcem experimentálních hudebních směrů. Jeho hudba vychází z hudby rodného kraje – severní Moravy – a je v ní patrný vliv Antonína Dvořáka a Leoše Janáčka.

## Dílo

### Orchestrální skladby
- Moravské lidové tance (1948)
- Symfonie (1948)
- Slovenská rapsódie (1949)
- Kopaničářské tance (1950)
- Symfonická intermezza (1958)
- Noc a naděje (symf. báseň, 1959)
- Variace na smrt Jana Rychlíka
- Dvojkoncert
- Koncert pro housle a orchestr
- Vánoční koncert pro kytaru a smyčcový orchestr
- Balada a finále pro violu, klavír a smyčce (2000–2001)
- Sinfonieta da camera
- II. Sinfonieta
- Symphonia Bohemorum (2002–2003)

### Hudebně dramatická díla
- Polapená nevěra, opera (1956–1957, prem. 1958)
- Jezero Ukereve, opera (1960–1963, prem. 1966)
- Růže pro Johanku, opera (1971–1974, prem. 1982)
- Svatba naoko, opera (1974–1977, zničeno)
- Kolébka pro hříšné panny, hudební komedie (1975–1976, prem. 1982)
- Proměny Prométheovy, televizní opera (1981, prem. 1982)
- Zvířátka a loupežníci, dětská opera (1986)
- Broučci, balet (1992)
- Nenávistná láska, opera (1999, prem. 2002)

### Hudba k filmům
- Aleš I. a II. (1950)
- Mistr Třeboňský (1950)
- Petr Brandl (1954)
- Tarzanova smrt (1963)
- Velké přání (1981)
- Jasnovidec (1981)
- Putování Jana Amose (1983)
- Veronika (1985)
- Oldřich a Božena (1984)
- Komediant (1984)
- Evropa tančila valčík (1989)

### Televizní inscenace
- Autografie vlka
- Okres na severu (seriál)
- Inženýrská odysea (seriál)
- cca 80 televizních pohádek

### Varhanní tvorba
- Tři toccaty pro varhany: Smuteční toccata (1963), Svatební toccata (1973), Vánoční toccata (1979)
- Pražská fantazie pro varhany (1993) – povinná skladby na soutěži Pražského jara
- Movimento (2004) – premiéroval varhaník Václav Rabas v Domě hudby v Pardubicích
- Hymnus (Cedant arma togue)

### Komorní skladby
- Balada pro violu a klavír (1988)
- Sonáty pro housle a klavír
- Sonáta pro violoncello a klavír
- Sonáta pro fagot a klavír
- Pláč Saxofonu
- Apollon & Marsyas pro fagot a violoncello (1994)

### Hudební publicistika
- Hudební kultura na Ostravsku, Ostrava 1984
- Český biografický slovník XX. století
- Čeští skladatelé současnosti